# Francesco Bianchi (Maler)

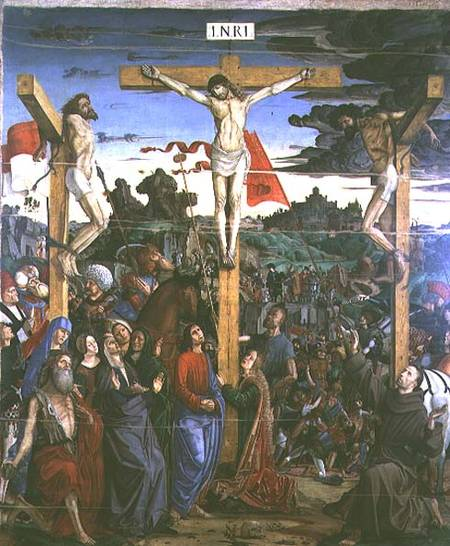
Francesco Bianchi: Kreuzigung

Francesco Bianchi (* um 1460 in Modena; † 8. Februar 1510 ebenda) war ein italienischer Kunstmaler der Renaissance. Seine Arbeit war in seiner Zeit sehr angesehen. Er war ein Schüler von Cosmè Tura und vermutlich Lehrer von Antonio da Correggio. Seine Werke wurden hauptsächlich von Ercole de’ Roberti beeinflusst. Seine Hauptwerke umfassen die Altäre Modenas, unter anderem das Altarbild mit Thronender Madonna und Heiligen in San Pietro in Modena.